# Acid β-eleostearic
Acid β-Eleostearic, hoặc acid (9E,11E,13E)-octadeca-9,11,13-trienoic, là một hợp chất hữu cơ với công thức C
18H
30O
2 hoặc H3C(CH2)3(CH=CH)3(CH2)7COOH. Nó là một đồng phân toàn trans của acid octadecatrienoic.